# World Surf League 2021
La World Surf League 2021 è stata la serie di competizioni organizzata dalla World Surf League, l'organizzazione internazionale che governa il surf professionistico, nel 2021. Essa ha compreso il Championship Tour (il campionato più importante, a tavola corta), le Qualifying Series (sia per tavola corta che per tavola lunga), e in altri tour come il Big Wave Tour, il Longboard Tour, il Junior Tour e altri ancora.
Ogni Championship Tour è stato svolto nelle due categorie, maschile e femminile, ed è stato composto da 8 eventi, sia maschili che femminili. In entrambi i casi, contrariamente alle edizioni precedenti, i piazzamenti nei primi sette eventi per ogni concorrente sono stati utilizzati per determinare i 5 partecipanti ammessi alle Finals, i vincitori delle quali sono stati nominati campioni assoluti maschili e femminili per il 2021 e indicati dalla lega come "Campioni del Mondo". Ad aggiudicarsi il titolo di campione e campionessa mondiale sono stati quindi, per questa edizione, il brasiliano Gabriel Medina e l'hawaiana Carissa Moore.
A causa della pandemia di COVID-19, che aveva portato alla cancellazione della stagione 2020 e alle restrizioni imposte dai diversi paesi, l'edizione della World Surf League del 2021, iniziata a dicembre 2020 e conclusasi a settembre 2021, ha visto diversi cambiamenti, compresa la sostituzione di alcuni eventi presenti nella stagione 2019 con altri del tutto nuovi. Così, ad esempio, il Pro Bells Beach è stato sostituito dal Newcastle Cup, che è tornato a far parte del campionato dopo 10 anni, mentre il Narrabeen Classic è stato scelto per sostituire il Pro Gold Coast, inoltre, è stata inserita per la prima volta una competizione in Messico, ossia la Open Mexico, in sostituzione della Pro Jeffreys Bay, che non è stato possibile disputare a causa della ripresa della pandemia in Sudafrica, e il Pro Tahiti è stato reinserito nel campionato femminile per la prima volta dopo 15 anni, venendo poi cancellato a campionato iniziato.

## Programma
Di seguito il programma dei campionati maschili e femminili della World Surf League 2021.
| Gara | Data                  | Evento                          | Luogo                                            |
| ---- | --------------------- | ------------------------------- | ------------------------------------------------ |
| 1    | 8 - 20 dicembre 2020  | Billabong Pipeline Masters      | Banzai Pipeline, Oahu, Hawaii                    |
| 2    | 1 - 11 aprile 2021    | Rip Curl Newcastle Cup          | Newcastle, Nuovo Galles del Sud, Australia       |
| 3    | 16 - 26 aprile 2021   | Rip Curl Narrabeen Classic      | Narrabeen, Nuovo Galles del Sud, Australia       |
| 4    | 2 - 12 maggio 2021    | Boost Mobile Margaret River Pro | Margaret River, Australia Occidentale, Australia |
| 5    | 16 - 26 maggio 2021   | Rip Curl Rottnest Search        | Isola Rottnest, Australia Occidentale, Australia |
| 6    | 25 - 27 giugno 2021   | Jeep Surf Ranch Pro             | Lemoore, California, Stati Uniti d'America       |
| 7    | 10 - 20 agosto 2021   | Corona Open Mexico              | Barra de la Cruz, Oaxaca, Messico                |
| 8    | 9 - 17 settembre 2021 | Rip Curl WSL Finals             | San Clemente, California, Stati Uniti d'America  |

## Risultati dei singoli eventi
| Gara | Evento                          | Primo classificato         | Secondo classificato | Prima classificata        | Seconda classificata      |
| ---- | ------------------------------- | -------------------------- | -------------------- | ------------------------- | ------------------------- |
| 1    | Billabong Pipeline Masters      | John John Florence (US-HI) | Gabriel Medina (BRA) | Tyler Wright (AUS)        | Carissa Moore (US-HI)     |
| 2    | Rip Curl Newcastle Cup          | Italo Ferreira (BRA)       | Gabriel Medina (BRA) | Carissa Moore (US-HI)     | Isabella Nichols (AUS)    |
| 3    | Rip Curl Narrabeen Classic      | Gabriel Medina (BRA)       | Conner Coffin (USA)  | Caroline Marks (USA)      | Tatiana Weston-Webb (BRA) |
| 4    | Boost Mobile Margaret River Pro | Filipe Toledo (BRA)        | Jordy Smith (ZAF)    | Tatiana Weston-Webb (BRA) | Stephanie Gilmore (AUS)   |
| 5    | Rip Curl Rottnest Search        | Gabriel Medina (BRA)       | Morgan Cibilic (AUS) | Sally Fitzgibbons (AUS)   | Johanne Defay (FRA)       |
| 6    | Jeep Surf Ranch Pro             | Filipe Toledo (BRA)        | Gabriel Medina (BRA) | Johanne Defay (FRA)       | Carissa Moore (US-HI)     |
| 7    | Corona Open Mexico              | Jack Robinson (AUS)        | Deivid Silva (BRA)   | Stephanie Gilmore (AUS)   | Malia Manuel (US-HI)      |
| 8    | Rip Curl WSL Finals             | Gabriel Medina (BRA)       | Filipe Toledo (BRA)  | Carissa Moore (US-HI)     | Tatiana Weston-Webb (BRA) |

## Risultati del campionato maschile 2021
I punti sono assegnati utilizzando il sistema seguente:
| Posizione | 1      | 2     | 3     | 5     | 9     | 17    | 33  | INF | PAR | ASS |
| --------- | ------ | ----- | ----- | ----- | ----- | ----- | --- | --- | --- | --- |
| Punti     | 10 000 | 7 800 | 6 085 | 4 745 | 3 320 | 1 330 | 265 | 265 | 265 | 0   |

| Classifica | +/-     | Atleta                     | WCT 1 | WCT 2 | WCT 3 | WCT 4 | WCT 5 | WCT 6 | WCT 7 | Finals | Punti  |
| ---------- | ------- | -------------------------- | ----- | ----- | ----- | ----- | ----- | ----- | ----- | ------ | ------ |
| 1          | Stabile | Gabriel Medina (BRA)       | 2     | 2     | 1     | 9     | 1     | 2     | 5     | 1      | 43.400 |
| 2          | Stabile | Filipe Toledo (BRA)        | 17    | 3     | 9     | 1     | 17    | 1     | 17    | 2      | 30.735 |
| 3          | Stabile | Italo Ferreira (BRA)       | 3     | 1     | 9     | 5     | 3     | 9     | 5     | 3      | 31.660 |
| 4          | Stabile | Conner Coffin (USA)        | 33    | 5     | 2     | 17    | 5     | 9     | 5     | 4      | 25.355 |
| 5          | Stabile | Morgan Cibilic (AUS)       | 17    | 3     | 5     | 17    | 2     | 9     | 9     | 5      | 25.270 |
| 6          | Stabile | Griffin Colapinto (USA)    | 17    | 9     | 3     | 3     | 17    | 3     | 17    |        | 22.905 |
| 7          | Stabile | Jordy Smith (ZAF)          | 5     | 9     | 9     | 2     | 9     | INF   | INF   |        | 22.505 |
| 8          | Stabile | Kanoa Igarashi (JPN)       | 5     | 9     | 5     | 9     | 17    | 3     | 17    |        | 22.215 |
| 9          | Stabile | Yago Dora (BRA)            | 17    | 9     | 5     | 17    | 5     | 5     | 9     |        | 20.875 |
| 10         | Stabile | Frederico Morais (PRT)     | 17    | 9     | 3     | 9     | 17    | 9     | 5     |        | 20.790 |
| 11         | Stabile | John John Florence (US-HI) | 1     | 17    | 9     | 5     | INF   | INF   | INF   |        | 19.660 |
| 12         | Stabile | Jack Robinson (AUS)        | 9     | 17    | 9     | 17    | 17    | 33    | 1     |        | 19.300 |
| 13         | Stabile | Leonardo Fioravanti (ITA)  | 5     | 17    | 33    | 17    | 9     | 9     | 3     |        | 18.800 |
| 14         | Stabile | Deivid Silva (BRA)         | 17    | 5     | 17    | 17    | 17    | 17    | 2     |        | 16.535 |
| 15         | Stabile | Ryan Callinan (AUS)        | 9     | 5     | 17    | 5     | 17    | 17    | 17    |        | 15.470 |
| 15         | Stabile | Adriano de Souza (BRA)     | 33    | 5     | 17    | 17    | 9     | 5     | 17    |        | 15.470 |
| 15         | Stabile | Ethan Ewing (AUS)          | 17    | 17    | 5     | 17    | 17    | 5     | 9     |        | 15.470 |
| 18         | Stabile | Kelly Slater (USA)         | 3th   | INF   | INF   | INF   | INF   | 5     | 9     |        | 14.680 |
| 19         | Stabile | Jadson André (BRA)         | 9     | 33    | 9     | 9     | 33    | 17    | 9     |        | 14.610 |
| 20         | Stabile | Jérémy Florès (FRA)        | 5     | 17    | 17    | 9     | 33    | PAR   | 9     |        | 14.045 |
| 20         | Stabile | Julian Wilson (AUS)        | 17    | 9     | 17    | 9     | 5     | PAR   | -     |        | 14.045 |
| 20         | Stabile | Seth Moniz (US-HI)         | 17    | 17    | 17    | 5     | 9     | 9     | 17    |        | 14.045 |
| 20         | Stabile | Miguel Pupo (BRA)          | 9     | 17    | 17    | 17    | 5     | 9     | 17    |        | 14.045 |
| 24         | Stabile | Matthew McGillivray (ZAF)  | 9     | 33    | 33    | 3     | 17    | 17    | 17    |        | 13.395 |
| 25         | Stabile | Owen Wright (AUS)          | INF   | 9     | 17    | 17    | 9     | 9     | 17    |        | 12.620 |
| 25         | Stabile | Caio Ibelli (BRA)          | 9     | 17    | 9     | 9     | 17    | 17    | 17    |        | 12.620 |
| 27         | Stabile | Peterson Crisanto (BRA)    | 9     | 17    | 17    | 9     | 33    | 17    | 17    |        | 10.630 |
| 28         | Stabile | Michel Bourez (FRA)        | 17    | 17    | 17    | 17    | 9     | INF   | 17    |        | 8.640  |
| 28         | Stabile | Jack Freestone (AUS)       | 9     | 17    | 17    | 33    | 17    | 17    | INF   |        | 8.640  |
| 28         | Stabile | Wade Carmichael (AUS)      | 17    | 9     | 17    | 17    | 17    | 17    | 17    |        | 8.640  |
| 28         | Stabile | Connor O'Leary (AUS)       | 17    | 17    | 33    | 17    | 9     | 17    | 33    |        | 8.640  |
| 32         | Stabile | Mikey Wright (AUS)         | 17    | 33    | 17    | 33    | 9     | 33    | 17    |        | 7.575  |
| 33         | Stabile | Alex Ribeiro (BRA)         | 33    | 17    | 17    | 17    | 17    | 17    | 33    |        | 6.650  |
| 34         | Stabile | Liam O'Brien (AUS)         | -     | -     | -     | -     | 3     | 33    | -     |        | 6.350  |
| 35         | Stabile | Mateus Herdy (BRA)         | -     | -     | -     | -     | -     | -     | 3     |        | 6.085  |
| 36         | Stabile | Adrian Buchan (AUS)        | INF   | 17    | 33    | 17    | INF   | 17    | 17    |        | 5.585  |
| 37         | Stabile | Kolohe Andino (USA)        | 17    | INF   | INF   | INF   | INF   | INF   | 9     |        | 5.445  |
| 38         | Stabile | Reef Heazlewood (AUS)      | -     | -     | 9     | 33    | -     | -     | -     |        | 3.585  |
| 39         | Stabile | Rio Waida (IDN)            | -     | -     | -     | -     | -     | -     | 9     |        | 3.320  |
| 40         | Stabile | Jacob Willcox (AUS)        | -     | -     | -     | 17    | 17    | -     | -     |        | 2.660  |
| 41         | Stabile | Joshua Moniz (US-HI)       | 17    | -     | -     | -     | -     | -     | -     |        | 1.330  |
| 41         | Stabile | Sebastian Zietz (US-HI)    | 17    | -     | -     | -     | -     | -     | -     |        | 1.330  |
| 41         | Stabile | Crosby Colapinto (USA)     | -     | 17    | -     | -     | -     | -     | -     |        | 1.330  |
| 41         | Stabile | Jackson Baker (AUS)        | -     | 17    | -     | -     | -     | -     | -     |        | 1.330  |
| 41         | Stabile | Dylan Moffat (AUS)         | -     | -     | 17    | -     | -     | -     | -     |        | 1.330  |
| 41         | Stabile | Mick Fanning (AUS)         | -     | -     | 17    | -     | -     | -     | -     |        | 1.330  |
| 41         | Stabile | Stuart Kennedy (AUS)       | -     | -     | -     | -     | 17    | -     | -     |        | 1.330  |
| 41         | Stabile | Kael Walsh (AUS)           | -     | -     | -     | -     | 17    | -     | -     |        | 1.330  |
| 41         | Stabile | Nat Young (USA)            | -     | -     | -     | -     | -     | 17    | -     |        | 1.330  |
| 41         | Stabile | Michael Dunphy (USA)       | -     | -     | -     | -     | -     | 17    | -     |        | 1.330  |
| 41         | Stabile | Patrick Gudauskas (USA)    | -     | -     | -     | -     | -     | 17    | -     |        | 1.330  |
| 41         | Stabile | Eli Hanneman (US-HI)       | -     | -     | -     | -     | -     | 17    | -     |        | 1.330  |
| 41         | Stabile | Lucas Vicente (BRA)        | -     | -     | -     | -     | -     | 17    | -     |        | 1.330  |
| 41         | Stabile | Lucca Mesinas (PER)        | -     | -     | -     | -     | -     | -     | 17    |        | 1.330  |
| 55         | Stabile | Miguel Tudela (PER)        | 33    | -     | -     | -     | -     | -     | -     |        | 265    |
| 55         | Stabile | Matt Banting (AUS)         | -     | 33    | -     | -     | -     | -     | -     |        | 265    |
| 55         | Stabile | Cyrus Cox (AUS)            | -     | -     | -     | 33    | -     | -     | -     |        | 265    |
| 55         | Stabile | Taj Burrow (AUS)           | -     | -     | -     | -     | 33    | -     | -     |        | 265    |
| 55         | Stabile | Jabe Swiercocki (USA)      | -     | -     | -     | -     | -     | 33    | -     |        | 265    |
| 55         | Stabile | Jhony Corzo (MEX)          | -     | -     | -     | -     | -     | -     | 33    |        | 265    |
| 55         | Stabile | Diego Cadena (MEX)         | -     | -     | -     | -     | -     | -     | 33    |        | 265    |

Legenda:
| Campione                     |
| Qualificazioni maschili 2022 |
| Due risultati peggiori       |

## Risultati del campionato femminile 2021
I punti sono assegnati utilizzando il sistema seguente:
| Posizione | 1      | 2     | 3     | 5     | 9     | 17    | INF   | ASS |
| --------- | ------ | ----- | ----- | ----- | ----- | ----- | ----- | --- |
| Punti     | 10 000 | 7 800 | 6 085 | 4 745 | 2 610 | 1 045 | 1 045 | 0   |

| Classifica | +/-     | Atleta                          | WCT 1 | WCT 2 | WCT 3 | WCT 4 | WCT 5 | WCT 6 | WCT 7 | Finals | Punti  |
| ---------- | ------- | ------------------------------- | ----- | ----- | ----- | ----- | ----- | ----- | ----- | ------ | ------ |
| 1          | Stabile | Carissa Moore (US-HI)           | 2     | 1     | 3     | 3     | 3     | 2     | 3     | 1      | 37.770 |
| 2          | Stabile | Tatiana Weston-Webb (BRA)       | 3     | 9     | 2     | 1     | 17    | 3     | 5     | 2      | 34.715 |
| 3          | Stabile | Sally Fitzgibbons (AUS)         | 3     | 9     | 5     | 5     | 1     | 3     | 3     | 3      | 33.000 |
| 4          | Stabile | Johanne Defay (FRA)             | 9     | 5     | 5     | 5     | 2     | 1     | 5     | 4      | 32.035 |
| 5          | Stabile | Stephanie Gilmore (AUS)         | 5     | 5     | 5     | 2     | 9     | 5     | 1     | 5      | 32.035 |
| 6          | Stabile | Caroline Marks (USA)            | 9     | 3     | 1     | 9     | 9     | 5     | 9     |        | 26.050 |
| 6          | Stabile | Tyler Wright (AUS)              | 1     | 9     | 9     | 5     | 3     | PAR   | 9     |        | 26.050 |
| 8          | Stabile | Isabella Nichols (AUS)          | 9     | 2     | 17    | 5     | 5     | 9     | 5     |        | 24.645 |
| 9          | Stabile | Courtney Conlogue (USA)         | 9     | 5     | 3     | 17    | 9     | 5     | 5     |        | 22.930 |
| 10         | Stabile | Malia Manuel (US-HI)            | 5     | 17    | 9     | 9     | 5     | 9     | 2     |        | 22.510 |
| 11         | Stabile | Bronte Macaulay (AUS)           | 17    | 5     | 9     | 3     | 9     | PAR   | 9     |        | 18.660 |
| 11         | Stabile | Keely Andrew (AUS)              | 17    | 3     | 5     | 9     | 9     | 9     | 9     |        | 18.660 |
| 13         | Stabile | Nikki van Dijk (AUS)            | 9     | 9     | 9     | 9     | 5     | 9     | INF   |        | 15.185 |
| 13         | Stabile | Sage Erickson (USA)             | 5     | 17    | 9     | 9     | 9     | 9     | 9     |        | 15.185 |
| 15         | Stabile | Brisa Hennessy (CRI)            | 9     | 9     | 9     | 9     | 17    | 9     | 9     |        | 13.050 |
| 15         | Stabile | Macy Callaghan (AUS)            | 9     | 9     | 9     | 9     | 9     | PAR   | 9     |        | 13.050 |
| 17         | Stabile | Amuro Tsuzuki (JPN)             | -     | -     | 9     | 9     | 5     | 17    | -     |        | 11.010 |
| 18         | Stabile | Lakey Peterson (USA)            | 5     | 9     | INF   | INF   | INF   | INF   | INF   |        | 10.490 |
| 19         | Stabile | Coco Ho (US-HI)                 | -     | -     | -     | -     | -     | 5     | -     |        | 4.745  |
| 20         | Stabile | Bettylou Sakura Johnson (US-HI) | 9     | -     | -     | -     | -     | -     | -     |        | 2.610  |
| 20         | Stabile | Phillipa Anderson (AUS)         | -     | 9     | -     | -     | -     | -     | -     |        | 2.610  |
| 20         | Stabile | Mia McCarthy (AUS)              | -     | -     | -     | -     | 9     | -     | -     |        | 2.610  |
| 20         | Stabile | Kirra Pinkerton (USA)           | -     | -     | -     | -     | -     | 9     | -     |        | 2.610  |
| 20         | Stabile | Alyssa Spencer (USA)            | -     | -     | -     | -     | -     | 9     | -     |        | 2.610  |
| 20         | Stabile | Silvana Lima (BRA)              | -     | -     | -     | -     | -     | -     | 9     |        | 2.610  |
| 26         | Stabile | Laura Enever (AUS)              | -     | -     | 17    | -     | -     | -     | -     |        | 1.045  |
| 26         | Stabile | Willow Hardy (AUS)              | -     | -     | -     | 17    | -     | -     | -     |        | 1.045  |
| 26         | Stabile | Caitlin Simmers (USA)           | -     | -     | -     | -     | -     | 17    | -     |        | 1.045  |
| 26         | Stabile | Shelby Detmers (MEX)            | -     | -     | -     | -     | -     | -     | 17    |        | 1.045  |
| 26         | Stabile | Regina Pioli (MEX)              | -     | -     | -     | -     | -     | -     | 17    |        | 1.045  |

Legenda:
| Campionessa                   |
| Qualificazioni femminili 2022 |
| Due peggiori risultati        |

## Challengers Series

### Challengers Series maschili 2021
| Gara | Evento                                      | Primo classificato | Secondo classificato |
| ---- | ------------------------------------------- | ------------------ | -------------------- |
| 1    | US Open of Surfing Huntington Beach         | Griffin Colapinto  | Jake Marshall        |
| 2    | MEO Vissla Pro Ericeira                     | Ezekiel Lau        | Jackson Baker        |
| 3    | Quiksilver Pro France                       | Connor O'Leary     | Michel Bourez        |
| 4    | Michelob ULTRA Pure Gold Haleiwa Challenger | John John Florence | Jack Robinson        |

| Posizione | 1      | 2     | 3     | 4     | 5     | 7     | 9     | 13    | 17    | 25  | 37  | 49  | 73  |
| --------- | ------ | ----- | ----- | ----- | ----- | ----- | ----- | ----- | ----- | --- | --- | --- | --- |
| Punti     | 10.000 | 8.000 | 6.500 | 6.100 | 5.000 | 4.900 | 3.500 | 3.400 | 2.000 | 750 | 650 | 400 | 350 |

| Classifica | +/-     | Atleta                     | Eventi  | Eventi | Eventi | Eventi | Eventi | Punti  |
| Classifica | +/-     | Atleta                     | Residuo | 1      | 2      | 3      | 4      | Punti  |
| ---------- | ------- | -------------------------- | ------- | ------ | ------ | ------ | ------ | ------ |
| 1          | Stabile | Kanoa Igarashi (JPN)       | -       | 3      | 25     | 3      | 3      | 19.500 |
| 2          | Stabile | Ezekiel Lau (US-HI)        | -       | 9      | 1      | 49     | 5      | 18.600 |
| 3          | Stabile | Liam O'Brien (AUS)         | 5.000   | 5      | 25     | 25     | 7      | 14.900 |
| 4          | Stabile | Connor O'Leary (AUS)       | -       | 73     | 37     | 1      | 9      | 14.250 |
| 5          | Stabile | Griffin Colapinto (USA)    | 750     | 1      | -      | -      | 13     | 14.150 |
| 6          | Stabile | Jake Marshall (USA)        | 2.500   | 2      | 17     | 25     | 9      | 14.100 |
| 7          | Stabile | Jack Robinson (AUS)        | 5.000   | 25     | -      | -      | 2      | 13.750 |
| 8          | Stabile | Callum Robson (AUS)        | -       | 5      | 9      | 17     | 7      | 13.400 |
| 9          | Stabile | Samuel Pupo (BRA)          | -       | 73     | 9      | 9      | 4      | 13.100 |
| 10         | Stabile | Nat Young (USA)            | 5.000   | 49     | 3      | 49     | 49     | 12.100 |
| 11         | Stabile | Imaikalani deVault (US-HI) | 3.500   | 17     | 3      | 37     | 49     | 12.000 |
| 12         | Stabile | Lucca Mesinas (PER)        | 2.500   | 17     | 9      | 5      | 33     | 11.000 |
| 12         | Stabile | João Chianca (BRA)         | 4.000   | 25     | 9      | 9      | 25     | 11.000 |
| 14         | Stabile | Jackson Baker (AUS)        | 2.000   | 73     | 2      | 49     | 33     | 10.700 |
| 15         | Stabile | Carlos Munoz (CRI)         | -       | 37     | 5      | 5      | 49     | 10.650 |
| 16         | Stabile | Jordan Lawler (AUS)        | -       | 25     | 5      | 9      | 25     | 10.300 |
| 17         | Stabile | John John Florence (US-HI) | -       | -      | -      | -      | 1      | 10.000 |
| 17         | Stabile | Leonardo Fioravanti (ITA)  | 10.000  | -      | -      | -      | -      | 10.000 |
| 19         | Stabile | Michel Bourez (FRA)        | -       | 37     | 73     | 2      | 49     | 9.250  |
| 19         | Stabile | Mateus Herdy (BRA)         | 750     | 49     | 17     | 3      | 49     | 9.250  |
| 19         | Stabile | Lucas Silveira (BRA)       | 750     | 5      | 49     | 9      | 33     | 9.250  |

Nota: I 12 migliori classificati non facenti già parte del campionato 2021, sono qualitificati per il campionato 2022.
Legenda:
| Campionato maschile 2022 |

### Challengers Series femminili  2021
| Gara | Evento                                      | Prima classificata      | Seconda classificata |
| ---- | ------------------------------------------- | ----------------------- | -------------------- |
| 1    | US Open of Surfing Huntington Beach         | Caitlin Simmers         | Gabriela Bryan       |
| 2    | MEO Vissla Pro Ericeira                     | Luana Silva             | Gabriela Bryan       |
| 3    | Roxy Pro France                             | Brisa Hennessy          | India Robinson       |
| 4    | Michelob ULTRA Pure Gold Haleiwa Challenger | Bettylou Sakura Johnson | Gabriela Bryan       |

| Posizione | 1      | 2     | 3     | 4     | 5     | 7     | 9     | 13    | 17    | 25    | 33  | 49  |
| --------- | ------ | ----- | ----- | ----- | ----- | ----- | ----- | ----- | ----- | ----- | --- | --- |
| Punti     | 10.000 | 8.000 | 6.500 | 6.100 | 5.000 | 4.900 | 3.500 | 3.400 | 2.000 | 1.800 | 700 | 600 |

| Classifica | +/-     | Atleta                          | Eventi  | Eventi | Eventi | Eventi | Eventi | Punti  |
| Classifica | +/-     | Atleta                          | Residuo | 1      | 2      | 3      | 4      | Punti  |
| ---------- | ------- | ------------------------------- | ------- | ------ | ------ | ------ | ------ | ------ |
| 1          | Stabile | Gabriela Bryan (US-HI)          | -       | 2      | 2      | 33     | 2      | 24.000 |
| 2          | Stabile | Brisa Hennessy (CRI)            | 6.500   | 25     | 5      | 1      | 9      | 21.500 |
| 3          | Stabile | Bettylou Sakura Johnson (US-HI) | -       | 5      | 5      | 49     | 1      | 20.000 |
| 4          | Stabile | Caitlin Simmers (USA)           | -       | 1      | 33     | 3      | 17     | 18.700 |
| 5          | Stabile | India Robinson (AUS)            | -       | 25     | 9      | 2      | 4      | 17.600 |
| 6          | Stabile | Carissa Moore (US-HI)           | 10.000  | -      | -      | -      | 3      | 16.500 |
| 7          | Stabile | Luana Silva (BRA) *             | 1.500   | 49     | 1      | 33     | 13     | 14.900 |
| 8          | Stabile | Molly Picklum (AUS) *           | 5.000   | 33     | 17     | 5      | 7      | 14.900 |
| 9          | Stabile | Vahine Fierro (FRA)             | 4.000   | 9      | 17     | 5      | 7      | 13.900 |
| 10         | Stabile | Alyssa Spencer (USA)            | 3.500   | 9      | 9      | 5      | 5      | 13.600 |
| 11         | Stabile | Sawyer Lindblad (USA)           | -       | 5      | 49     | 3      | 25     | 13.300 |

Nota: Le 6 migliori classificate non facenti già parte del campionato 2021, sono qualitificate per il campionato 2022.
- Luana Silva ha vinto lo spareggio contro Molly Picklum qualificandosi per il campionato femminile 2022.

Legenda:
| Campionato femminile 2022 |